# ハンザ賞
ハンザ賞（Hansa-Preis）は、ドイツのハンブルク競馬場で行われる競馬の競走である。

## 概要
この競走は1892年に設立された。元々はハンザ大賞（Großer Hansa-Preis）と呼ばれており、1902年と1927年はユビレウム賞（Jubiläums-Preis）という名前で行われた。
1972年にドイツでグループ制が導入され、G2に格付けられた。
長らく2200mで行われていたが、2008年に2400mに延長した。

## 歴代優勝馬(2000年以降)
- 2000	Flamingo Road
- 2001	Aeskulap
- 2002	Simoun
- 2003	Aolus
- 2004	Rotteck
- 2005	Simonas
- 2006	Egerton
- 2007	Schiaparelli
- 2008	Egerton
- 2009	Flamingo Fantasy
- 2011	Lucas Cranach
- 2012	Ovambo Queen
- 2013	Runaway
- 2014	Protectionist
- 2015	Lovelyn
- 2016	Protectionist
- 2017	Dschingis Secret
- 2018	Dschingis Secret
- 2019	French King
- 2020	Satomi
- 2021   Torquator Tasso
- 2022   Torquator Tasso
- 2023   Assistent
- 2024   Lordano
- 2025   Augustus